# Litchie
Litchie  ist eine Software,
mit der Turniere und Ligen verwaltet und ausgewertet werden können. Die Besonderheit der Software ist, dass sie an die Bedürfnisse der jeweiligen Sportart angepasst werden kann.

## Geschichte
Nils Beckmann programmierte den Vorgänger von Litchie 2002 und veröffentlichte die Software im Jahr 2007. 2008 wurde Litchie in das Heise-Themenspezial "Unsere Besten" aufgenommen, in das auch Programme wie Google Earth, Gnuplot und Eclipse aufgenommen worden sind.

## Auszeichnungen
- 2008 Aufgenommen in das Heise-Themenspezial "Unsere Besten" (Litchie auf Heise.de)

## Funktionen
Das Programm bietet die Möglichkeit, Spielpläne (Jeder gegen Jeden, Schweizer System, K.O.-System usw.) zu erstellen und Ergebnisse einzugeben. Daraus können dann Tabellen (mit individuell einstellbaren Sortierkriterien und u. a. auch 2- oder 3-Punktesieg) und Statistiken (inkl. Elo-Zahl und Buchholz-Wertung) berechnet werden. Alle Ergebnisse können als Webseiten mit anpassbarem Design exportiert oder gedruckt werden. Begriffe wie "Treffer"/"Tore"/"Körbe"/"Sätze" oder "Spieler"/"Mannschaft"/"Verein" können individuell angepasst werden.

## Einsatzgebiet
Litchie wird u. a. bereits für Ligen und Turniere in den Sportarten American Football, Backgammon, Billard, Basketball, Darts, Eishockey, Fußball, Handball, Hockey, Korbball, Schach, Squash, Tischfußball, Unreal Tournament, Volleyball, Zatre eingesetzt.

## Technisches
- Lauffähig auf Microsoft Windows 98/2000/XP/Vista sowie mittels Wine auf Linux.